# Парадокс цінності

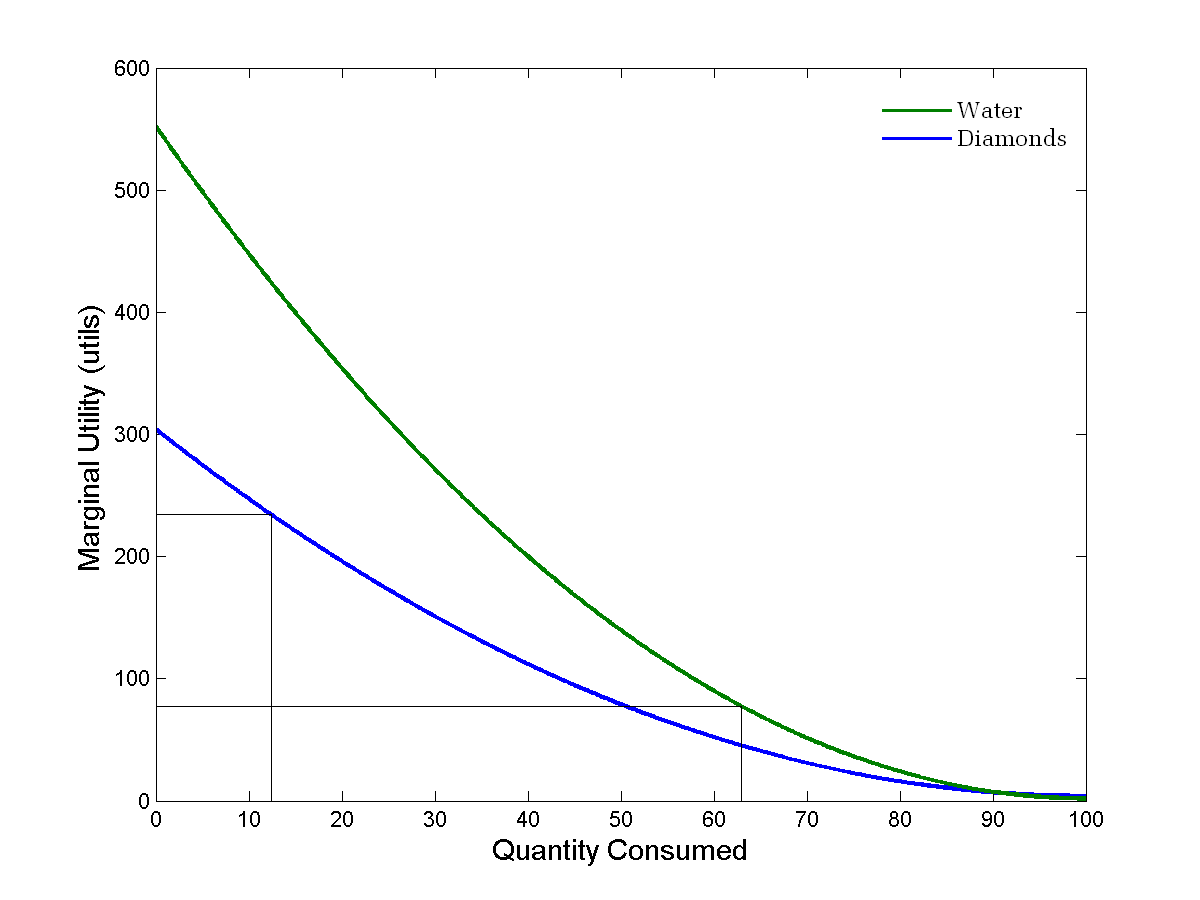
Графік показує граничну корисність (вимірюється в одиницях корисності) алмазів і води як функцію обсягу споживання.

Парадокс цінності (парадокс води та алмазів, або парадокс Сміта). Автором формулювання парадоксу вважають Адама Сміта. 
Його суть: чому, попри те, що вода для людини набагато корисніша, ніж алмази, ціна алмазів набагато вища ніж ціна води?
Класичним представником цього парадоксу часто вважають філософа та економіста Адама Сміта, хоча він з'явився ще у «Евтидемі» Платона Ніколай Коперник, Джон Лок, Джон Ло та інші намагалися пояснити цю диспропорцію раніше за Сміта.

## Загальні положення
Парадокс — це твердження, яке несподівано суперечить загальним очікуванням панівної думки або стандарту, або призводить до суперечності при звичайному розумінні відповідних понять. Якщо застосувати це визначення парадоксу до парадоксу цінності, то «парадоксу цінності» не існує. Корисна цінність і мінова цінність не є проявами однієї логічної категорії «цінність», а є самостійними категоріями і пояснюють зовсім різні факти.
Суть «парадоксу» полягає у розрізненні між споживчою та міновною вартістю. У 1705 році Джон Ло зауважив, що вода має високу споживчу вартість, але низьку міновну вартість, тоді як у діамантів все навпаки.  У 1776 році Адам Сміт у своїй фундаментальній праці «Багатство народів» описав, що цінність «іноді виражає корисність речі, іноді — здатність за допомогою такої речі придбати інші товари в обмін». Таким чином, він підхопив розрізнення Ло між споживчою та обмінною вартістю, яке вже було відоме Франсуа Кене.

## Історія парадоксу
Класична політична економія (А. Сміт, Д. Рікардо) пояснює цю суперечність тим, що ціна масових товарів залежить не стільки від їх цінності для споживача, скільки від вартості (затрат робочого часу) для виробника. Середні витрати на добування склянки води зіставні з середніми витратами на добування алмаза точно так само, як зіставні їхні ціни (див. Трудова теорія вартості).
Герман Ґоссен пояснював суперечність законом спадної граничної корисності (перший закон Ґоссена): при безперервному акті споживання корисність кожної наступної одиниці продукту нижча, ніж попередньої, тобто гранична корисність убуває в міру насичення потреби. На ціну і попит впливає саме гранична корисність. Умовно кажучи, перший стакан води може врятувати від спраги, третій буде використаний швидше для вмивання, десятий використають швидше для миття підлоги. Вода зустрічається частіше алмазів, тому задоволення потреби в ній відбувається швидше, ніж задоволення потреби в алмазах.
Погляди Госсена трансформувалися в теорію граничної корисності в рамках Австрійської економічної школи. Карл Менґер вважав, що немає жодного значення, чи був знайдений алмаз випадково, чи для його видобутку знадобилась праця тисячі робітників на копальнях. Більш того, в практичному житті нікого не цікавить історія походження того чи іншого блага. З цього Менгер робить висновок, що цінність залежить від суб'єктивної оцінки людей, які вище цінують відносно рідкісні товари та послуги. Так, картина Леонардо да Вінчі та картина сучасного посереднього художника, на написання яких вони витратили однакову працю, матимуть різну цінність. Це суперечить трудовій теорії вартості, що дало підставу представникам Австрійської школи економіки та інших шкіл заперечувати її. 
При цьому вони ігнорували істотну умову — трудова теорія вартості розглядає умови масового товарного виробництва із застосуванням (або можливістю застосування) машин та автоматів. Ціноутворення творів мистецтва, антикваріату, дослідних зразків класична політекономія зазвичай не розглядає або робить це лише побічно. Це протиріччя цілком було вирішено в рамках праксеології — науки про людську діяльність, яка включає в себе економічну теорію і є цілісною соціальною теорією завдяки роботам Людвіга фон Мізеса, зокрема його головній праці «Людська діяльність: Трактат з економічної теорії» (1949). 